# Francisca Trindade
Francisca das Chagas da Trindade (Teresina, 26 de março de 1966 — são Paulo, 26 de julho de 2003) foi uma líder social, teóloga, professora e política brasileira filiada ao Partido dos Trabalhadores (PT) e outrora deputada federal pelo Piauí.

## Vida pessoal
Francisca das Chagas da Trindade nasceu em 1966 em Teresina. Filha de Raimundo Pereira da Trindade e Lídia Maria da Trindade, iniciou sua atuação política nos movimentos de juventude da Igreja Católica no bairro da Água Mineral em Teresina. Foi Secretaria da Pastoral de Juventude do Meio Popular da Arquidiocese de Teresina. Participou como representante do Estado na Central Nacional de Movimentos Populares.
Foi estudante de Filosofia e Teologia junto à Universidade Federal do Piauí. Formou-se em teologia, mas não concluiu a primeira graduação. Foi casada com Edilberto Oliveira e tiveram dois filhos: Camila e Yan.

## Carreira política
Filiada ao PT desde os primórdios de sua vida pública, foi presidente da Federação das Associações de Moradores e Conselhos Comunitários (FAMCC) no período 1992/1994 e eleita primeira suplente de vereador em Teresina em 1992, sendo que sua efetivação ocorreu em 1994 quando Wellington Dias foi eleito deputado estadual.
Reeleita para o legislativo municipal em 1996, sua atuação permitiu que fosse eleita para um mandato de deputado estadual em 1998, circunstância que a fez renunciar ao mandato de vereadora e com isso permitir a efetivação do primeiro suplente João de Deus Sousa. No ano 2000 foi candidata a vice-prefeita de Teresina na chapa encabeçada por Wellington Dias, mas apesar de expressiva votação o pleito foi decidido em primeiro turno com a vitória de Firmino Filho.
Nas eleições de 2002 foi eleita deputada federal estabelecendo o recorde de 165.190 votos, número superado por Marcelo Castro em 2010. Foi empossada na Câmara dos Deputados em 2003 e participou de comissões como: Agricultura e Política Rural; Desenvolvimento Urbano e Interior; Segurança Pública e Combate ao Crime Organizado; e Reforma Política.
Desde sua chegada a Brasília era cotada para disputar as eleições para a prefeitura de Teresina em 2004, porém seu falecimento prematuro alterou os rumos da disputa. Morreu aos 37 anos em julho de 2003 em São Paulo, vítima de aneurisma cerebral.